# 虚構の劇団
虚構の劇団（きょこうのげきだん）は、かつて存在した日本の劇団。鴻上尚史が主宰し、サードステージが運営していた。2007年旗揚げ、2022年解散。

## 来歴
立ち上げメンバーの平均年齢は21.7歳。2000人の応募者の中、2年間3度のオーディションで選ばれた。
第1回公演は2007年11月の旗揚げ準備公演 『監視カメラが忘れたアリア』だが、旗揚げ公演を冠した舞台は2008年5月『グローブ・ジャングル』。このため、劇団の旗揚げは2008年と紹介される場合が多い。
第三舞台で初演された作品を再演することもあり、2009年『ハッシャ・バイ』（1986年初演）、2011年8月『天使は瞳を閉じて』（1988年初演）、2014年『ビー・ヒア・ナウ』（1990年初演）、2019年『ピルグリム』（1989年初演）を上演している。
2009年、『監視カメラが忘れたアリア』『リアリティ・ショウ』『グローブ・ジャングル』が収録された鴻上の戯曲集『グローブ・ジャングル「虚構の劇団」旗揚げ3部作』が、第61回読売文学賞戯曲・シナリオ賞を受賞。
2012年大阪初公演。2015年四国初公演。
2020年4月、活動休止公演を行うはずだったが、新型コロナウイルス感染症蔓延のため、休止になっていた第15回公演（活動休止公演）『日本人のへそ』が、解散公演となり、2022年10月21日から30日まで東京の座・高円寺1で上演され、大阪、愛媛、東京凱旋公演を行うことが発表された。

## 劇団員
太字は解散公演参加（演出部含む）。
| - 相澤優太 - 池田風見 - 池之上真菜 - 伊藤祐輝 - 上田康文 - 内海正孝 - 内田みのり - 梅津瑞樹（bamboo） - 遠藤佐助 - 大久保綾乃 - 大杉さほり - 大刀佑介 - 小沢道成 - 小名木美里 - 小野川晶（MeiMei） - 賀数夏子 - 金本大樹（大本泰駕） - 狩場博子 - 菊池祐児 - 木村美月（阿佐ヶ谷スパイダース） - 金城史子 - 國方啓祐 - 熊谷魁人(スターダストプロモーション制作2部) - 熊手慧 - 倉田知加子 - 鴻上尚史 | - 小玉拓人 - 小柳肇 - 斎藤菜月 - 佐江木れいみ - 佐川健之輔 - 佐藤慎哉 - 清水克展 - 杉浦一輝（ぽこぽこクラブ/MeiMei） - 鈴木彩子 - 関島誠 - 瀬村知香 - 高橋奈津季 - 伊達紀行 - 帯刀菜美 - 田原愛美 - 千一 - 塚本翔大 - 土屋克紀 - 富山恵理子 - 永作一樹 - 中島千尋 - 中村朋子 - 中山梨沙 - 那須康史 - 奈良弥春 - 沼敬子 | - 野邉紗保莉 - 早川貴久 - 福岡彩香 - 布澤奈々子 - 藤岡文吾 - 細川展裕 - 松尾羽流 - 松嶋柚子 - 松村悠実子 - 三上陽永（ぽこぽこクラブ/MeiMei） - 水野桜子 - 溝畑藍 - 満山久里子 - 本橋歩 - 元吉庸泰 - 森田ひかり - 谷島正寿 - 山越大輔 - 山崎雄介 - 山崎優 - 山田悠紀菜 - 行澤雅代 - 吉野香枝 - 吉原桃香 - 渡部佑美 - 渡辺芳博（ぽこぽこクラブ/MeiMei） |

## 公演歴

### 本公演
- 旗揚げ準備公演 『監視カメラが忘れたアリア』（2007年11月29日 - 12月9日、ザ・ポケット）
- 旗揚げ公演 『グローブ・ジャングル』（2008年5月10日 - 5月25日、シアターグリーン BIG TREE THEATER）
- 第2回公演『リアリティ・ショウ』（2008年12月12日 - 12月20日、紀伊國屋ホール）
- 第3回公演『ハッシャ・バイ』（2009年8月7日 - 8月23日、座・高円寺1）
- 第4回公演『監視カメラが忘れたアリア』再演（2010年2月5日 - 2月21日、座・高円寺1）
- 第5回公演『エゴ・サーチ』（2010年9月10日 - 9月19日、紀伊國屋ホール）
- 第6回公演『アンダー・ザ・ロウズ』（2011年4月8日 - 4月24日、座・高円寺1）
- 第7回公演『天使は瞳を閉じて』（2011年8月2日 - 21日、シアターグリーン　BIG TREE THEATER）
- 第8回公演『イントレランスの祭』（2012年10月30日 - 11月11日、シアターサンモール・11月23日 - 11月25日、ABCホール）
- 第9回公演『エゴ・サーチ』再演（2013年10月5日 - 20日、あうるすぽっと・24日 - 27日、HEP HALL ）
- 第10回公演『グローブ・ジャングル』再演（2014年4月4日 - 13日、座・高円寺1・17日 - 20日、一心寺シアター倶楽）
- 第11回公演『ホーボーズ・ソング HOBO’S SONG〜スナフキンの手紙Neo〜』（2015年8月25日 - 9月6日、東京芸術劇場シアターウエスト・11日 - 13日、近鉄アート館・17日 - 19日、四国学院大学ノトススタジオ・22日 - 23日、あかがねミュージアム多目的ホール・26日 - 27日、内子座）
- 第12回公演『天使は瞳を閉じて』再演（2016年8月5日 - 14日、座・高円寺1・20日 - 21日、あかがねミュージアム多目的ホール・26日 - 28日、AI・HALL・31日 - 9月4日、あうるすぽっと）
- 第13回公演『もうひとつの地球の歩き方〜How to walk on another Earth.〜』（2018年1月19日 ｰ 28日、座・高円寺1・2月2日 ｰ 4日、ABCホール・10日 ｰ 11日、あかがねミュージアム あかがね座・15日 ｰ 18日、東京芸術劇場シアターウエスト）
- 第14回公演『ピルグリム2019』（2019年2月22日 - 3月10日、シアターサンモール・3月15日 - 17日、近鉄アート館・23日 - 24日、あかがねミュージアム あかがね座）
- 第15回公演（活動休止公演）『日本人のへそ』（2020年5月15日 - 24日、座・高円寺1・5月29日 - 31日、ABCホール・6月6日 - 7日、あかがねミュージアムあかがね座・6月11日 - 21日、新宿シアターモリエール）[注 1]
- 第15回公演（解散公演）『日本人のへそ』（2022年10月21日 - 30日、座・高円寺1・11月4日 - 6日、近鉄アート館・12日 - 13日、あかがねミュージアムあかがね座・12月1日 - 11日、東京芸術劇場シアターウエスト） ※愛媛公演は新居浜市市制施行85周年記念公演

### 発表会公演
- 一人芝居＆自主企画発表会（2010年5月15日 - 16日、シアター・ミラクル）
- 自主企画発表会 vol.2（2011年10月8日 - 10日、中目黒ウッディシアター ）
- 一人芝居＆自主企画発表会2012（2012年8月11日 - 12日、シアター・ミラクル）
- 一人芝居＆自主企画発表会2014（2014年10月18日 - 19日、シアター・ミラクル）
- 一人芝居発表会2016（2016年2月27日 - 28日、シアター・ミラクル）
- 一人芝居＆自主企画発表会2018（2018年4月21日 - 22日、ひつじ座）
- 一人芝居＆自主企画発表会2019（2019年5月25日 - 26日、アトリエファンファーレ東新宿）

### 番外公演
- 番外公演・虚構の旅団 vol.1『夜の森』作・演出、木野花（2012年4月5日 - 15日、シアターモリエール）
- 『ビー・ヒア・ナウ』作・鴻上尚史、演出 深作健太（2014年7月10日 - 21日、シアターグリーン　BIG TREE THEATER）
- 番外公演・虚構の旅団 vol.3『青春の門～放浪篇～』原作・五木寛之、脚本・鐘下辰男、演出・千葉哲也（2016年2月3日～17日、SPACE 雑遊）

### イベント
- ピルグリム2019公開大打ち上げ！〜本当のアフタートークイベント〜（2019年3月31日、アレイホール）